# Ноздрачевский сельсовет
Ноздрачевский сельсовет — муниципальное образование со статусом сельского поселения в Курском районе Курской области Российской Федерации.
Административный центр — село Ноздрачево.

## История
Статус и границы сельсовета установлены Законом Курской области от 21 октября 2004 года № 48-ЗКО «О муниципальных образованиях Курской области».

## Население
| 2002 | 2010 | 2012 | 2013 | 2014 | 2015 | 2016 |
| ---- | ---- | ---- | ---- | ---- | ---- | ---- |
| 887  | ↘799 | ↘770 | ↘752 | ↗846 | ↘844 | ↗845 |
| 2017 | 2018 | 2019 | 2020 | 2021 |      |      |
| ↘837 | ↘829 | ↘821 | ↗829 | ↘812 |      |      |

## Состав сельского поселения
| № | Населённый пункт | Тип населённого пункта       | Население |
| - | ---------------- | ---------------------------- | --------- |
| 1 | Виногробль       | село                         | ↘176      |
| 2 | Еськово          | деревня                      | ↗73       |
| 3 | Ноздрачево       | село, административный центр | ↘430      |
| 4 | Шагарово         | деревня                      | ↗120      |